# 情熱の砂漠
「情熱の砂漠」（じょうねつのさばく）は、1973年に発表されたザ・ピーナッツの楽曲である。

## 概要
この楽曲は、ザ・ピーナッツの最終期に発表されたものである。作曲は、当時ザ・ワイルドワンズのリーダーであった加瀬邦彦が担当した。加瀬はほぼ同時期に、同じくザ・ピーナッツの楽曲である「指輪のあとに」の作曲も手がけている。編曲はモップスの星勝。作詞は前年1972年発表の「さよならは突然に」を手掛けた山上路夫であった。
ザ・ピーナッツの活動が後期（1970年代）に入ると、加瀬以外にも沢田研二、クニ河内、中村泰士、鈴木邦彦らが楽曲を提供していた。
歌詞は2番まで作成されている。この楽曲は各発売のCDにより少なくとも2ヴァージョンあることが確認されている。
『NHK紅白歌合戦』で歌われたことは1度もなかったものの、1975年4月5日の「ザ・ピーナッツ さよなら公演」（東京公演）では、この楽曲の1番の歌詞と「さよならは突然に」の2番の歌詞とをつないで歌唱された。この時の公演での歌唱については、ザ・ピーナッツデビュー45周年となった2004年11月26日にリリースされた「ザ・ピーナッツ メモリーズBOX」や2009年6月24日にリリースされたDVD「P-Legend」にも収録されている。現在でもザ・ピーナッツの全曲集CDに収録されていることが多い。1978年には近田春夫&ハルヲフォンによるカヴァーヴァージョンも発表（『電撃的東京』に収録。）されている。

## アジアに於けるカヴァーヴァージョン
中国・台湾・香港・シンガポール・マレーシアの歌手が多数カヴァーしている。
北京語版
- 欧陽菲菲（台湾）「熱情的沙漠」アルバム「嚮往心聲」1973年
- 謝雷（台湾）「熱情的沙漠」アルバム「夜空 」1974年
- 徐小鳳（香港）「熱情的沙漠」アルバム「徐小鳳全集13」1975年
- 陳和美（台湾）「熱情的沙漠」アルバム「珍重・情莫變・可愛的玫瑰花」1975年
- 張小英（シンガポール）「熱情的沙漠」アルバム「雲河」1981年
- 朱明君（中国）「热情的沙漠」アルバム「朱明君女声独唱」1984年
- 嘟嘟（中国）「热情的沙漠」アルバム「少女A」1985年
- 张蝶（中国）「热情的沙漠」アルバム「冰与火」1985年
- 江琴（中国）「热情的沙漠」アルバム「月光下跳迪斯科」1985年
- 林梓楠（中国）「热情的沙漠」アルバム「当代流行歌曲(一)」1985年
- 于佳易（中国）「热情的沙漠」アルバム「迪斯科女王」1986年
- 孙芳（中国）「热情的沙漠」アルバム「热情的沙漠」1989年
- 庾澄慶（台湾）「熱情的沙漠」アルバム「哈林夜總會」1995年
- 黄小琥（中国）「热情的沙漠」アルバム「The Voice 3 L.V 醉爱情歌全辑」2004年
- 吉培（中国）「热情的沙漠」アルバム「天使燃情」2007年
- 米雅（中国）「热情的沙漠」アルバム「小调歌后3」2008年
- 陶驰（中国）「热情的沙漠」アルバム「午夜的香吻」2009年
- 小姚（中国）「热情的沙漠」アルバム「绝色女伶」2010年
- 秦詠（マレーシア）「熱情的沙漠」アルバム「DJ夜色撩人」2014年

広東語版
- 阿美娜（香港）「我在高山上」アルバム「雙星伴月」1974年
- 劉鳳屏（香港）「我在高山上」アルバム「翩翩、你是春風我是雨」1975年
- 邵音音（香港）「我在高山上」アルバム「七彩滿天神佛」1975年
- 仙杜拉（香港）「我眞心愛哥」アルバム「仙杜拉之歌 1－我眞心愛哥」1975年
- 麗莎（香港）「一笑留情」アルバム「再灑相思涙」1976年
- 尹光（香港）「波霸籃球賽」アルバム「濃情香港半世纪 新曲+精選」2006年
- 刘君儿（マレーシア）「我的歌声」アルバム「情花开」2010年
- 張少林（マレーシア）「大家捞得起」アルバム「2011贺岁专辑」2011年
- 王沙・矮冬瓜（香港）「我係老夫子」（映画主題歌）1976年
- 陈锦棠・谷文菲（中国）「寡佬戏玉人」（劇中歌）1981年

台湾語版
- 葉啓田（台湾）「熱情火燒埔」1975年
- 鐘旎菱（台湾）「掠狂的交通」1996年

日本語版
- 陳和美（台湾）「熱情的沙漠」アルバム「幪面超人」1975年

## 作成者
- 作詞 山上路夫
- 作曲 加瀬邦彦
- 編曲 星勝